# Yisrael Kristal
Yisrael Kristal (Żarnów, 15 september 1903 – Haifa, 11 augustus 2017) was een Israëlische supereeuweling die van 2014 tot 2017 de oudste overlevende van de Holocaust was en van 2016 tot zijn overlijden erkend werd als de oudste man ter wereld.

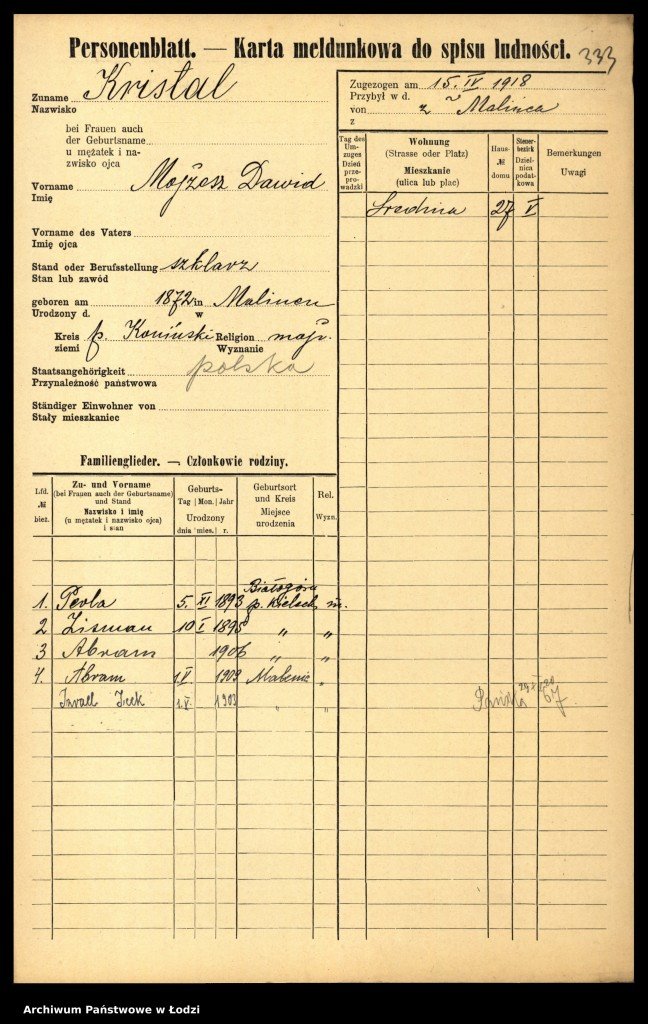
Bewijs van inschrijving uit 1918

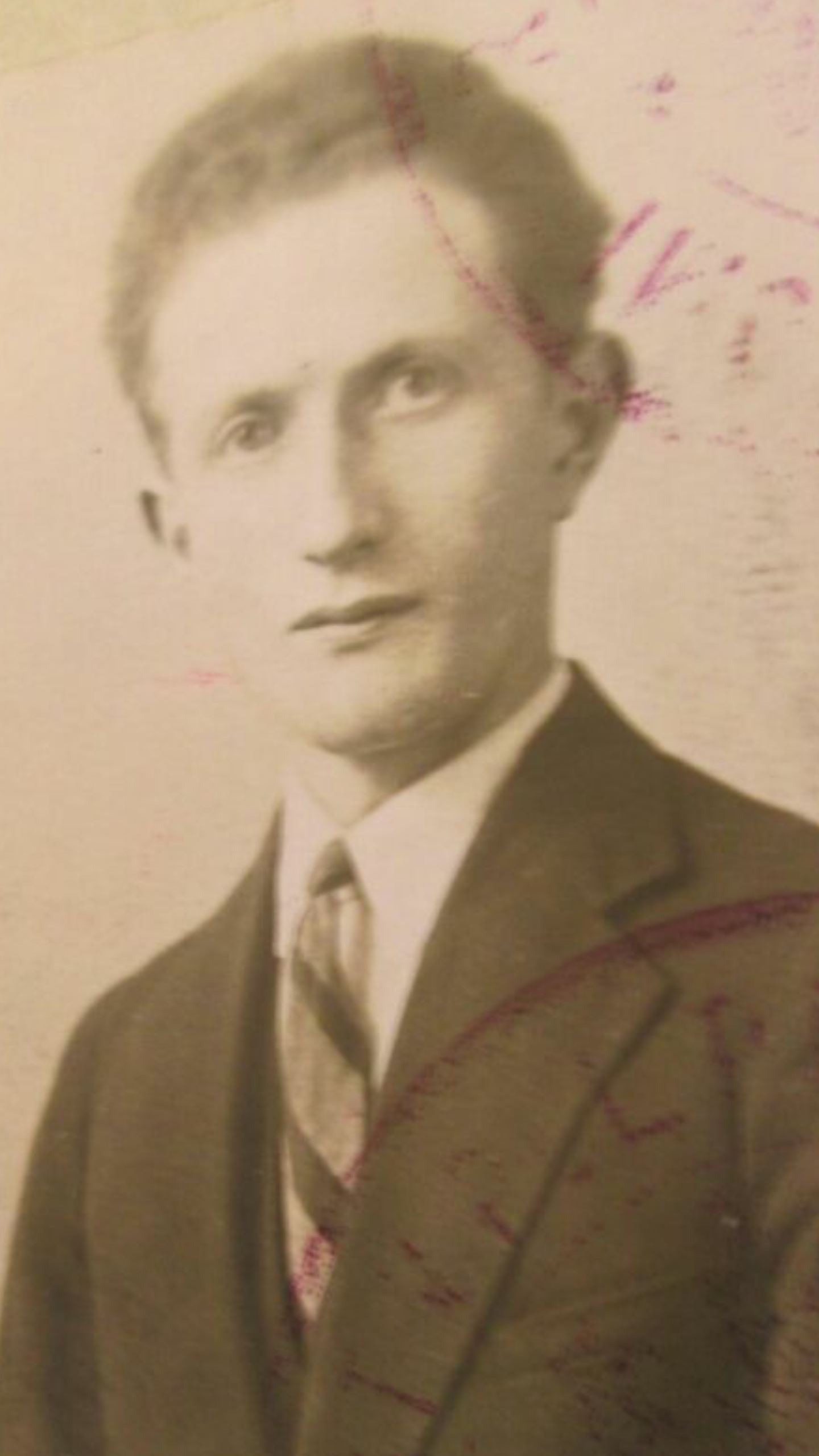
Yisrael Kristal op 28-jarige leeftijd in 1931

Kristal groeide op in Żarnów en zou op zijn dertiende bar mitswa doen, ware het niet dat de Eerste Wereldoorlog aan de gang was. Zijn ouders stierven vlak na die oorlog en hij verhuisde in 1920 naar Łódź, waar hij voor de Tweede Wereldoorlog eigenaar was van een snoepfabriek. In 1928 trouwde hij met Chaja Feige Frucht en samen kregen zij twee kinderen. Toen de nazi's zijn geboorteland, Polen, binnenvielen, werden hij en zijn vrouw naar het getto van Łódź verdreven, waar het leven zwaar was. Zijn twee kinderen kwamen daar om het leven. In 1944 werden zijn vrouw en hijzelf gedeporteerd naar concentratiekamp Auschwitz, waar zijn vrouw werd vermoord. Toen het kamp in januari 1945 door het Rode Leger werd bevrijd, was Kristal zwaar ondervoed (hij woog nog maar 36 kilogram), waarna hij naar een ziekenhuis in de buurt werd gebracht. Eenmaal opgeknapt maakte hij snoep voor de soldaten van het Rode Leger als dank. In 1947 hertrouwde Kristal en met zijn vrouw en zoon Chaim vertrok hij in 1950 naar Israël. Daar begon hij in Haifa opnieuw een snoepfabriek.
Na het overlijden van de 112-jarige Japanner Yasutaro Koide op 19 januari 2016 claimde hij als toen 112-jarige de oudste man ter wereld te zijn. Het vroegste document van Kristal dat in eerste instantie kon worden teruggevonden was een huwelijksovereenkomst uit 1928. Voor het Guinness Book of Records was echter ook informatie nodig uit de eerste 20 jaar van zijn leven. Vervolgens werd in een Pools archief tevens nog bewijs gevonden van het feit dat hij in 1918 als 15-jarige te Łódź ingeschreven stond. Op 15 september 2016, de dag van zijn 113e verjaardag, vierde Kristal alsnog zijn bar mitswa, 100 jaar na datum. Yisrael Kristal overleed in augustus 2017 op bijna 114-jarige leeftijd in zijn woonplaats Haifa.